# Sznipowo
Sznipowo (biał. Шніпава; ros. Шнипово) – wieś na Białorusi, w obwodzie grodzieńskim, w rejonie wołkowyskim, w sielsowiecie Subacze. W źródłach spotykana jest także nazwa Sznipów.
Dawniej wieś i majątek ziemski. W dwudziestoleciu międzywojennym leżało w Polsce, w województwie białostockim, w powiecie wołkowyskim, w gminie Tereszki.